# Gosztonyia antarctica
Gosztonyia antarctica és una espècie de peix de la família dels zoàrcids i de l'ordre dels perciformes.

## Morfologia
- Els mascles poden assolir 30 cm de longitud total.[4]

## Hàbitat
És un peix marí i de clima polar.

## Distribució geogràfica
Es troba a la Mar de Bellingshausen.

## Observacions
És inofensiu per als humans.